# Beočin
Beočin (serbocroata cirílico: Беочин) es un municipio y villa de Serbia perteneciente al distrito de Bačka del Sur de la provincia autónoma de Voivodina.
En 2011 su población era de 15 726 habitantes, de los cuales 7839 vivían en la villa y el resto en las 7 pedanías del municipio. La mayoría de los habitantes del municipio son serbios (10 956 habitantes), con una minoría de gitanos (1422 habitantes).
Se ubica en la periferia suroccidental de Novi Sad, separado de dicha ciudad por el Danubio, sobre la carretera 119 que lleva a Vukovar.

## Pedanías
- Banoštor
- Čerević
- Grabovo
- Lug
- Rakovac
- Susek
- Sviloš